# Marcelo Felipe
Pour les articles homonymes, voir Felipe.
Felipe  Hernández est un nom espagnol. Le premier nom de famille, en général paternel, est Felipe ; le second, en général maternel, souvent omis, est Hernández.
Marcelo Felipe, né le 10 février 1990, est un coureur cycliste philippin.

## Palmarès et résultats

### Par année
- 2015
  - 3e du championnat des Philippines sur route
  - 3e du championnat des Philippines du contre-la-montre
- 2017
  - 3e du Tour de Florès
- 2018
  - 3e du championnat des Philippines sur route
- 2019
  -  Champion des Philippines sur route
  - 2e étape de la Ronda Pilipinas
  - PRUride PH
  -  Médaillé de bronze de la course en ligne par équipes aux Jeux d'Asie du Sud-Est
- 2022
  - 2e du championnat des Philippines du critérium
  - 2e du championnat des Philippines sur route
- 2024
  - 3e étape du Tour Nueva Vizcaya
- 2025
  -  Champion des Philippines sur route

### Classements mondiaux
| Année                                 | 2014 | 2015 | 2016 | 2017  | 2018  | 2019 | 2020  | 2021 | 2022 | 2023  |
| ------------------------------------- | ---- | ---- | ---- | ----- | ----- | ---- | ----- | ---- | ---- | ----- |
| Classement mondial                    |      |      | 880e | 1158e | 1748e | 638e | 2163e | nc   | 800e | 1258e |
| UCI Asia Tour                         | 427e | 97e  | 128e | 181e  | 299e  | 27e  | 173e  | nc   | 42e  | 88e   |
|                                       |      |      |      |       |       |      |       |      |      |       |
| Légende : nc = non classéSource : UCI |      |      |      |       |       |      |       |      |      |       |